# Radowo Małe (gromada)
Radowo Małe – dawna gromada, czyli najmniejsza jednostka podziału terytorialnego Polskiej Rzeczypospolitej Ludowej w latach 1954–1972.
Gromady, z gromadzkimi radami narodowymi (GRN) jako organami władzy najniższego stopnia na wsi, funkcjonowały od reformy reorganizującej administrację wiejską przeprowadzonej jesienią 1954 do momentu ich zniesienia z dniem 1 stycznia 1973, tym samym wypierając organizację gminną w latach 1954–1972.
Gromadę Radowo Małe z siedzibą GRN w Radowie Małym utworzono – jako jedną z 8759 gromad na obszarze Polski – w powiecie łobeskim w woj. szczecińskim na mocy uchwały nr V/46/54 WRN w Szczecinie z dnia 5 października 1954. W skład jednostki weszły obszary dotychczasowych gromad Borkowo Wielkie, Czachowo, Karnice, Radowo Małe, Radowo Wielkie i Strzmiele (bez miejscowości Zachełmie i Meszno) ze zniesionej gminy Radowo Małe oraz obszar dotychczasowej gromady Karwowo ze zniesionej gminy Bełczna w tymże powiecie. Dla gromady ustalono 15 członków gromadzkiej rady narodowej.
31 grudnia 1959 do gromady Radowo Małe włączono miejscowość Wołkowo ze znoszonej gromady Mołdawin w tymże powiecie.
1 stycznia 1962 z gromady Radowo Małe wyłączono miejscowości Karwowo i Karwówko, włączając je do gromady Bełczna w tymże powiecie.
Gromada przetrwała do końca 1972 roku, czyli do kolejnej reformy gminnej. 1 stycznia 1973 w powiecie łobeskim reaktywowano gminę Radowo Małe (w latach 1999-2001 gmina Radowo Małe należała do powiatu gryfickiego w woj. zachodniopomorskim, tzn. do chwili reaktywowania zniesionego w 1975 roku powiatu łobeskiego).